# Strobilanthes decipiens
Strobilanthes decipiens är en akantusväxtart som beskrevs av John Richard Ironside Wood. Strobilanthes decipiens ingår i släktet Strobilanthes och familjen akantusväxter. Inga underarter finns listade i Catalogue of Life.